# Zorochros binodulus
Zorochros (Zorochros) binodulus – gatunek chrząszcza z rodziny sprężykowatych, podrodziny Prosterninae i plemienia Negastriini.

## Występowanie
Gatunek ten jest endemitem Madagaskaru.